# IW Большого Пса
IW Большого Пса (лат. IW Canis Majoris), HD 45382 — двойная затменная переменная звезда типа Алголя (EA) в созвездии Большого Пса на расстоянии приблизительно 1263 световых лет (около 387 парсеков) от Солнца. Видимая звёздная величина звезды — от +7,02m до +6,88m. Орбитальный период — около 6,2358 суток.

## Характеристики
Первый компонент — белая звезда спектрального класса A0V.